# Jon Echegaray
Pour les articles homonymes, voir Echegaray.
Pas d'image ? Cliquez ici

a Compétitions nationales et continentales officielles uniquement.

b Matchs officiels uniquement.
Dernière mise à jour le 15 juillet 2025.
Jon Echegaray, né le 9 juin 2005 à Biarritz (France), est un joueur français de rugby à XV. Il évolue aux postes d'arrière ou d'ailier à l'Union Bordeaux Bègles.

## Biographie

### Jeunesse et formation
Jon Echegaray naît le 9 juin 2005 à Biarritz dans le département français des Pyrénées-Atlantiques. Il est originaire de Bidart, dans le Pays basque, à quelque kilomètres de Biarritz, ville dont il supporte l'équipe de rugby à XV,,.
Initialement formé au Bidart UC, avant de passer quatre saisons au Biarritz olympique, Echegaray rejoint le centre de formation de l'Union Bordeaux Bègles en 2023,,.
Il joue d'abord en Championnat de France espoirs, où il devient le capitaine des Bordelais, et malgré des blessures qui freinent sa progression,,,, il finit par intégrer l'effectif professionnel de l'Union Bordeaux Bègles lors de la saison 2024-25,.

### Carrière professionnelle
Echegaray joue son premier match en professionnel avec l'Union Bordeaux Bègles le 15 février 2025, titularisé à l'arrière en Championnat de France contre l'Aviron bayonnais, lors d'une courte défaite en déplacement où il s'illustre déjà sur son premier ballon en traversant le terrain pour envoyer à l'essai Nicolas Depoortère d'une passe au pied, puis en marquant un essai,,,,. Il récidive pour sa deuxième titularisation, cette fois à l'aile, contre l'USA Perpignan, avec un essai qui arrive sept secondes après le coup d'envoi, ce qui constitue un record en Championnat de France,,,. Initialement évoqué en partance en prêt en Pro D2 ou Top 14 pour le reste de la saison 2024-2025 au vu de la concurrence à son poste,,, il reste finalement au club de Gironde pour la fin de cet exercice et le suivant,,.
Déjà international avec les moins de 18 ans, Echegaray est sélectionné en mars 2025 avec l'équipe de France des moins de 20 ans pour le Tournoi des Six Nations. Malgré cette arrivée tardive dans la sélection, il s'impose comme titulaire lors des deux derniers matchs du Tournoi, marquant un essai contre l'Irlande puis un doublé contre l'Écosse — ce qui lui vaut d'être nommé homme du match, —, décisif pour ces deux victoires et l'obtention du titre dans la compétition, une première depuis 2018,,,,.
Le 12 avril 2025, il fait ses débuts en Champions Cup, titularisé à l'arrière en quart de finale face aux Irlandais du Munster,. Il est alors préféré à Joey Carbery, Nans Ducuing, Arthur Retière ou encore Pablo Uberti , alors que Romain Buros est lui blessé,. Il contribue largement à la victoire 47 à 29 des siens, enchaînant cadrages, chisteras, passe décisive et essai, malgré un carton jaune en fin de match,,. Cinq jours après ce match, il prolonge jusqu'en 2027 avec son club.
En juin 2025, il est retenu dans une liste définitive de 30 joueurs pour disputer le Championnat du monde junior.

## Style de jeu
S'illustrant rapidement pour ses qualité de vitesse et franchissement, Jon Echegaray est remarqué pendant ses débuts pour son aisance et sa bonne lecture du jeu.
Capable de jouer autant sur l'aile qu'à l'arrière, c'est pour ce dernier poste qu'il a toutefois une préférence.

## Palmarès

### En club
- Vainqueur du Championnat de France en 2025 avec l'Union Bordeaux Bègles.

### En équipe nationale
- Vainqueur du Tournoi des Six Nations en 2025 avec l'équipe de France des moins de 20 ans.